# Kálmán Sóvári
Kálmán Sóvári (Budapest, 21 dicembre 1940 – 16 dicembre 2020) è stato un calciatore ungherese, di ruolo difensore.